# Schlucht von Modřany
Die Schlucht von Modřany (tschechisch Modřanská rokle) bildet ein Kerbtal am rechten Ufer der Moldau im 12. Stadtbezirk im Süden der tschechischen Hauptstadt Prag. Das bewaldete Tal ist seit 1988 ausgewiesenes Naturdenkmal (Přírodní památka Modřanská rokle) und bietet ein beliebtes Naherholungsgebiet für die Prager Stadtbevölkerung. Die geologische Situation der Schlucht lieferte wichtige Erkenntnisse über die Entstehung der Landschaft um Prag.

## Lage und Umgebung
Das vollständig innerhalb der Stadtgrenzen gelegene Naturdenkmal umfasst eine Fläche von 124,88 ha und erstreckt sich in einer Seehöhe von 300 bis 214 m n.m. rund 9 km südlich der Prager Altstadt. Die von Písnicer Bach (Písnický potok) und Libušer Bach (Libušský potok) durchflossene Schlucht befindet sich an der Schnittstelle der vier Katastralgemeinden Modřany, Kamýk, Komořany und Cholupice in Prag 12 und verläuft großteils in Ost-West-Richtung. Der untere Abschnitt des Tals liegt im namensgebenden Stadtteil Modřany, während der Nordostteil im Stadtteil Libuš situiert ist. Die beiden südlichen Spitzen des Schutzgebiets gehören zu Písnice.

## Geschichte
Das Gebiet um die Modřaner Schlucht gehörte im 16. Jahrhundert den ständischen Herrschaften Komořany, Dolní Břežany und Kunratice. Es bestand aus Grasweiden und Wiesen mit vereinzelten Eichen und Sträuchern, entlang des Baches wuchsen Erlen und Weiden. Nach der Schlacht am Weißen Berg im Jahr 1620 fiel das Areal von den Herren von Hirschfeld an das Kloster Zbraslav. 1785 kam der klösterliche Besitz zunächst unter staatliche Verwaltung, wurde 1827 von Frederick von Oettingen-Wallerstein erworben und später an die Ritter von Alberta verkauft. Die Besitzer wechselten danach immer häufiger, bis das Gebiet im 20. Jahrhundert fast vollständig der Gemeinde Modřany gehörte. In der Folge begann man mit Aufforstungen, wobei in Unkenntnis der Konsequenzen einige neophytische Arten, darunter Robinie und Schwarzkiefer, eingesetzt wurden.

## Natur

### Geologie

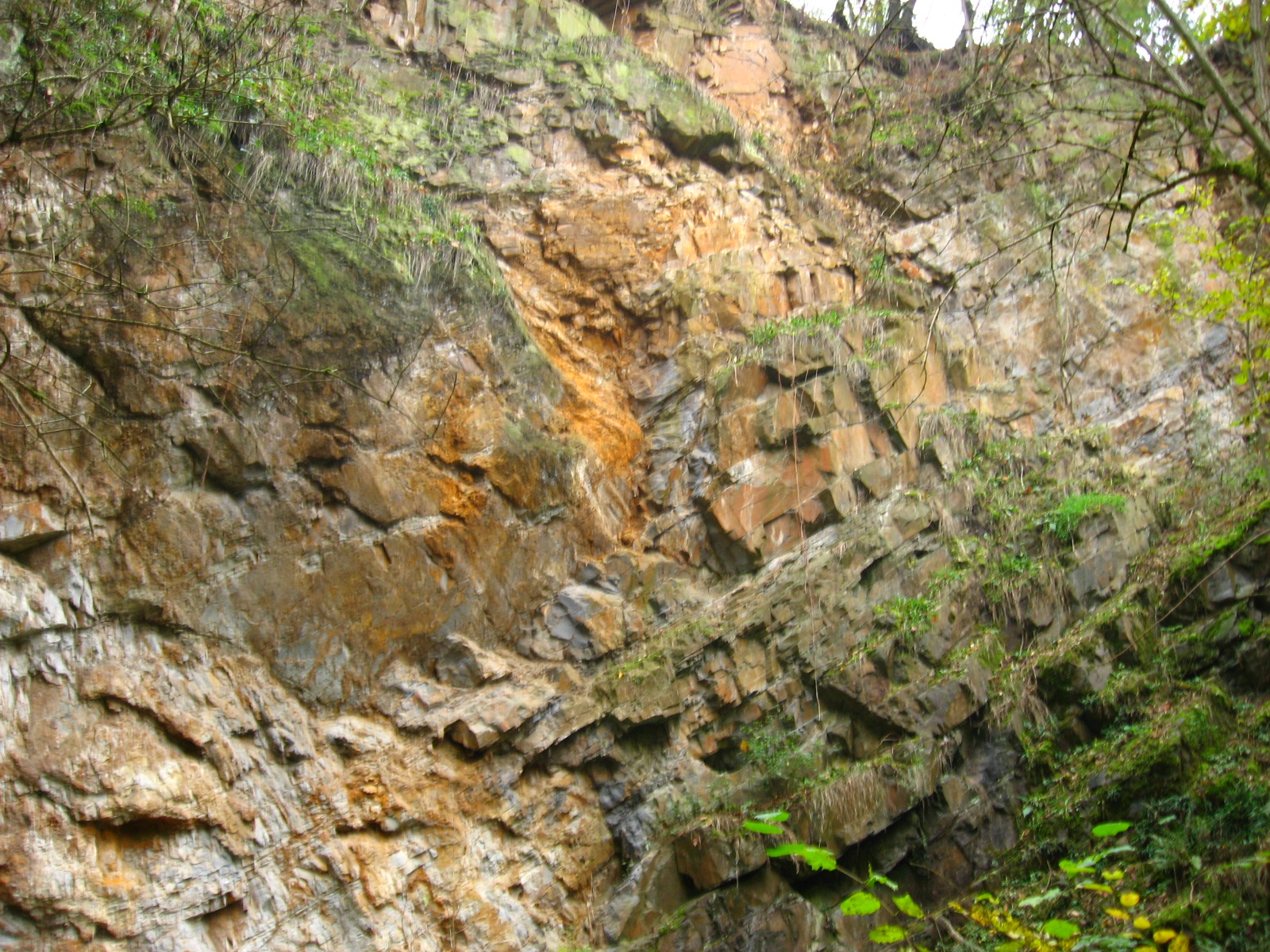
Bruch mit rostfarbigem Limonit im Westteil der Modřanská rokle

Die östlichen Hügel des Gebiets sind vom Proterozoikum geprägt, welches sich im Zuge der variszischen Gebirgsbildung über die im Westteil großflächig auftretende Letná strata (Letná-Formation) des Ordoviziums schob. Die Überschiebung teilt das Gebiet in zwei geologische Einheiten. Die Schlucht selbst entstand während der Einschneidung der Moldau im Quartär und ist im engeren Sinne eine Erosionsrinne.
Die Gegend verfügt über einige interessante Aufschlüsse. Ein Profil durch das Proterozoikum aus einem aufgelassenen Steinbruch östlich des Rückhaltebeckens im Ostteil zeigt grau-grünliche Grauwacke, Tonschiefer und Schluffstein. Einen halben Kilometer flussabwärts sind Dobříšských-Konglomerate zu finden. Weitere 200 Meter westlich befindet sich ein Steinbruch aus Schluffstein. Ein dritter Steinbruch in diesem Bereich lässt eine auffällige Faltung (Štěchovických und Schluffstein) erkennen. Daneben treten einige Quarzgänge sowie rostfarbige Rückstände von Limonit auf. Noch weiter flussabwärts liegt die wenig aufgeschlossene Závitskému-Umlagerung.

### Flora

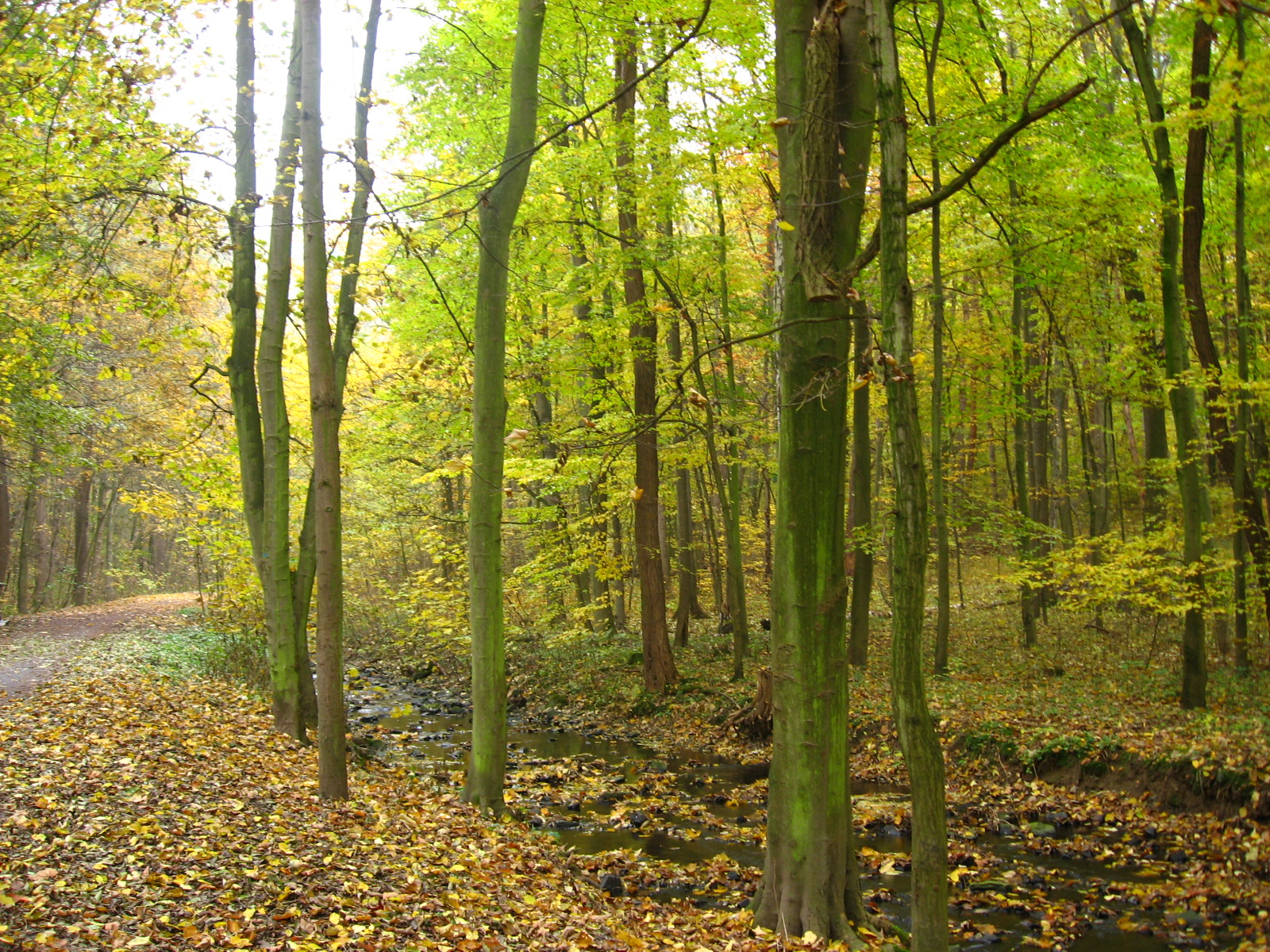
Herbstlicher Laubwald am Libušský potok im Mittelteil der Modřanská rokle

Neben Robinie und Schwarzkiefer wurden vor allem Fichten und Waldkiefer aufgeforstet. Weniger häufig vertreten sind biologisch wertvolle Bestände von Roteiche und Schwarzerle sowie Lärche, Schwarzpappel, Spitzahorn und Platane. Zu den natürlich beheimateten Arten gehören Traubeneiche, Stieleiche, Winterlinde, Hainbuche, Gemeine Esche und Salweide.
Die Krautschicht in der Schlucht leidet unter den vielen Neophyten. Im Wuchsbereich von Robinien etwa gedeihen lediglich nitrophile Unkräuter und Holunder. Auf dem Südhang treten auf kleinen Abschnitten thermophile Weiden auf. Dieses Ökosystem bildet Habitat für eine seltene Schwingelart, Böhmen-Gelbstern, Milden Mauerpfeffer und Edel-Gamander. Als glaziales Relikt hat sich dort die Kresseart Cardaminopsis peraea erhalten. In den felsigen Bereichen finden sich bedeutende Vorkommen von Pfingstnelke, Nordischem Streifenfarn und Ausdauerndem Knäuel.

### Fauna

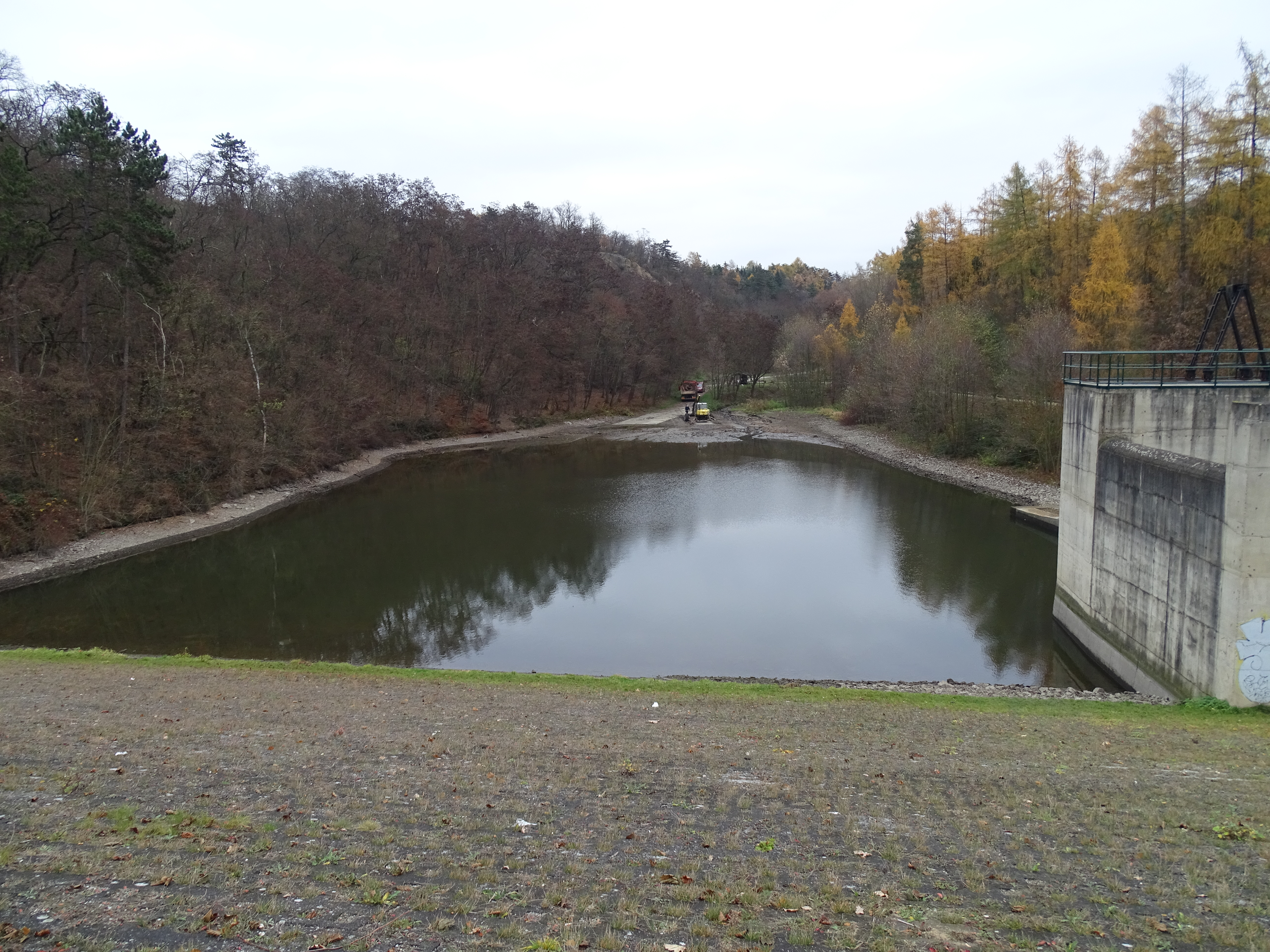
Das Rückhaltebecken, eine von zwei größeren Wasserflächen, die Amphibien ein wertvolles Habitat bieten

In der Schlucht und ihrer näheren Umgebung leben etwa 60 Vogelarten, wovon mehr als die Hälfte auch dort nistet. Zu den geschützten Arten zählen Habicht, Sperber, Wendehals, Grauschnäpper, Mauersegler, Schleiereule, Steinkauz und Rauchschwalbe. Daneben kommen mehrere Fledermausarten vor, darunter Großer Abendsegler, Wasserfledermaus und Rauhautfledermaus.
Die Wasserflächen bieten zahlreichen Amphibienarten Schutz, darunter Teichmolch, Kammmolch, Feuersalamander, Erdkröte, Wechselkröte, Springfrosch und Teichfrosch. Im Tal lebende Reptilien inkludieren Zauneidechse, Östliche Smaragdeidechse, Blindschleiche, Schlingnatter, Ringelnatter, Würfelnatter und Kreuzotter. Mit 47 Weichtierarten, davon sieben im Wasser lebenden, verfügt die Schlucht über den reichsten Bestand in Prag. Entlang des Libušer Bachs kommt die Zweizähnige Laubschnecke vor, im westlichen Teil des Schutzgebiets konnten Exemplare der seltenen Feingerippten Grasschnecke beobachtet werden.

## Tourismus
Die Schlucht von Modřany lässt sich von West nach Ost auf einem naturkundlichen Lehrpfad durchwandern. Vom Cholupický vrh weisen gelbe Markierungen zum Rückhaltebecken im oberen Teil der Schlucht. Beim asphaltierten Weg entlang des Baches handelt es sich um eine ausgeschilderte Radroute, auf der das Naturdenkmal der Länge nach durchquert werden kann. Neben einigen kleineren Kinderspielplätzen existiert im Westteil ein Fußball- und Basketballplatz. Durch die Rolle als urbaner Erholungsraum muss das Ökosystem der Modřanská rokle mit relativ hohen Besucherzahlen fertig werden. Da sich viele Freizeitsportler abseits der Wege aufhalten, haben einige Vegetationsstandorte, vor allem die thermophilen Weiden, seit Längerem mit Problemen zu kämpfen. Zudem wird die ohnehin mäßige Wasserqualität durch badende Hunde weiter in Mitleidenschaft gezogen, worunter insbesondere Amphibien zu leiden haben.

## Naturschutz

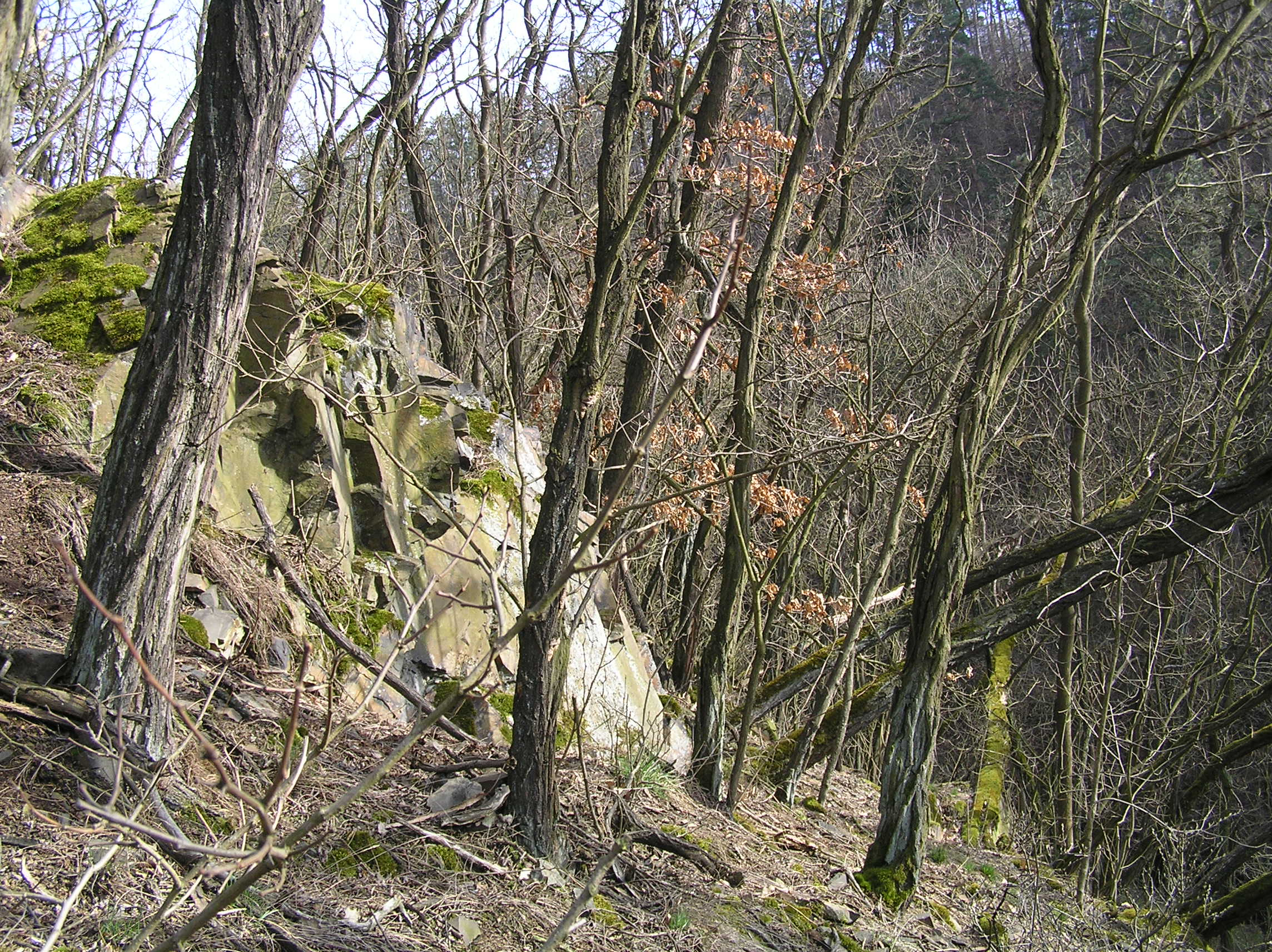
Schluchtwald mit einem der vielen geologischen Aufschlüsse

Vordergründiges Ziel der Schutzaktivitäten, die in der Ausweisung als Naturdenkmal gipfeln, ist die Erhaltung der Auenvegetation entlang des Libušer Baches, auf deren Fortbestand zahlreiche Tierarten angewiesen sind. Daneben wird versucht, den Neophyten durch Aufforstung heimischer Baumarten habhaft zu werden und auf diese Weise die ökologische Qualität des Waldes zu steigern bzw. den ursprünglichen Waldbestand wiederherzustellen. Als Unterstützung der thermophilen Vegetation wurden in den letzten Jahren vermehrt Robinien abgeholzt. Außerdem gibt es Bemühungen, die thermophilen Ökosysteme an den Hängen sowie die freiliegenden geologischen Profile zu bewahren. Der Pflegeplan für das Schutzgebiet sieht zudem ein Fischzuchtverbot als Schutz für Amphibien vor.
Um kleinere Deponien aus den 1960er- und 70er-Jahren zu sanieren, wurden Begrünungsmaßnahmen gesetzt, die den Einfluss etwaiger Altlasten mindern. Für Amphibien wurden im Nahbereich des Rückhaltebeckens mehrere Tümpel angelegt. Darüber hinaus wurden Fortschritte bei der Bekämpfung invasiver Knöteriche östlich des Beckens gemacht. Dem nachlässigen Umgang vieler Besucher mit der Natur soll durch die Installation weiterer Informationstafeln entgegengewirkt werden.